# Битка код језера Ход
Битка код језера Ход (мађ. Hód-tavi csata) вођена је између Краљевине Мађарске и Кумана у септембру или октобру 1282. године. Мађарски краљ Ладислав IV успешно је одбио освајаче. Тачна локација битке није позната, али је вероватно била у близини Ходмезевашархеља, на месту које више не постоји и које се због свог полумесеца назива језеро Ход.

## Историја
По мајчиној страни, краљ Ладислав IV је пореклом Куман, који је управо из тог разлога познат под именом „Ласло Куманац“, редовно је фаворизовао Кумане и пресуђивао је углавном у њихову корист у контроверзним случајевима. На ово нису благонаклоно гледали ни племићи ни црква у тадашњој мађарској. Папа Никола III је такође обратио пажњу на Кумане, који су били пагани, који је 1279. године послао фермског бискупа Филопа у Мађарску да реши „кунско питање“, односно трајно пресељење, крштење и превођење Кумана у хришћански живот. Краљ није био вољан да се придржава писаних правила како би се то питање решило, а већина Кумана није хтела да прихвати такозване кумаанске законе, па је папски посланик екскомуницирао краља који му се супротставио. Решавање ситуације је отежавало и то што се краљ у борбама са господарима провинција (олигарсима) највише могао ослонити на Кумане. Међутим, знао је да ако екскомуникација не буде опозвана, онда ће се црква, барони и племићи окренути против њега. Разочаран у краља, део Кумана се коначно побунио и почео да пљачка пределе око река Тисе и Мориша.
Због непосредне опасности од монголске инвазије, први Кумани су се населили на проторе мађараске краљевине, након што је мађарски краљ Бела IV понудио уточиште кану Котену (Кетењу) и његовом народу 1239. године. Краљева одлука изазвала је социјалне, економске и политичке тензије, а насељавање масе номадских Кумана у равничарске области дуж реке Тисе изазвало је многе сукобе између њих и мештана. Када су Монголи стигли до границе и напали Мађарску у пролеће 1241. године, неколико Мађара је оптужило Кетења и њихове Кумане за сарадњу са непријатељем. Кумани су напустили Мађарску усред пљачке, након што је бесна руља масакрирала Кетења и његову пратњу у Пешти. Њиховим одласком Бела је изгубио своје највредније савезнике и Монголи су лако поразили његову краљевску војску у бици код Мохија 11. априла 1241. године. Након повлачења Монгола следеће године, Бела је позвао Кумане да се врате и населе у опустошене равнице између река Дунава и Тисе, у замену за војну службу. Чак је уговорио веридбу свог прворођеног сина Стефана, који је крунисан за краља-млађег 1246. године, са Елизабетом, ћерком куманског главара.
Питање друштвене интеграције Кумана било је маргинализовано у наредним деценијама. Њихова војна вредност постала је значајан део у мађарској краљевској војсци, што је такође допринело формирању структуре лаке коњице. Кумани су учествовали у војним походима и ван границе краљевства, примери су учешћа у борбама против Војводства Аустрије и Краљевине Чешке.  У грађанском рату између краља Беле IV и његовог сина Стефана, обе стране су покушале да добију подршку Кумана. Током овог сукоба, 1264. године, Бела је послао куманске трупе да се боре против свог сина Стефана, упркос томе што су Кумани званично припадали властелинству потоњег, који је преузео титулу „Доминус Куманорум“. Након Стефанове победе у грађанском рату, значајан број Кумана је намеравао да напусти Мађарску пљачкајући насеља, међутим, они су били војно важни за краљевску власт. Око априла 1266. Стефан их је успешно убедио да остану у Мађарској, када је против њих покренуо казнену експедицију.
Након смрти Стефана V, 1272. године, 10-годишњи Ладислав IV (касније познат и као Ладислав Куманац) попео се на мађарки престо под регентством своје мајке Елизабете Куманске, али су у ствари, баронске странке управљале краљевством. Мађарска је запала у феудалну анархију, када су се разне групе бориле за врховну власт. Између 1277. и 1279. године Ладислав, који је проглашен пунолетним, привремено је успео да среди стање у унутрашњој и спољној политици. Папа Никола III послао је Филипа III, бискупа од Ферма, у Мађарску да му помогне да поврати краљевску власт почетком 1279. Међутим, долазак папског легата имао је укупан негативан утицај на унутрашњу политичку стабилност. Бискуп је љутито осетио да је већина Кумана задржала своју паганску религију и обичаје последњих деценија у оквиру хришћанског царства. Филип је извукао свечано обећање од куманских поглавица да ће одустати од својих паганских обичаја и убедио је угарског монарха да се закуне да ће обезбедити испуњење обећања куманских поглавица. Током скупштине у Тетењу у лето 1279. донети су такозвани Кумански закони, који су прописивали друштвену и културну асимилацију Кумана. Они, међутим, нису поштовали законе, а Ладислав ИВ, који је и сам био полукуманског порекла, није успео да их присили. Као резултат тога, Филип је екскомуницирао монарха и убрзо након тога ставио Мађарску под интердикт. После међусобног затварања и политичких борби, Ладислав IV је у пролеће 1280. положио нову заклетву да ће спроводити куманске законе.  Као одговор, многи Кумани су одлучили да напусте просторе краљевства уместо да се повинују захтевима легата. То је суштински угрозило ефикасност мађарске војне способности. Краљ је прогонио одлазеће Кумане до Саланкемена (сада Стари Сланкамен у Србији), али их није могао спречити да пређу границу. Према краљевом писму о донацији Томи Талпасу 1288. године, угарска војска је прешла Јужне Карпате да би вратила „тајно пребегле Кумане са татарских граница“. Након тога је уследила инвазија Кумана на Мађарску.

## Датум и локација
Историографија пре 19. века тврдила је да се битка одиграла на језеру Ход које је некада постојало, у близини данашњег Ходмезевашархеља. Историографија из касног 19. века, Карољ Сабо и Ђула Паулер, сматрала је да се упад Кумана и битка код Ходског језера десила почетком августа 1280. године, на основу краљевске повеље, садржи да је извесном ратнику замка Денису додељено племство због свог учешћа, што се касније показало као фалсификат. Историчари Иштван Ђарфаш и Карољ Сабо сматрали су да је место битке било насеље [locus] звано Ход уместо језера [lacus]. Ђула Паулер је место битке поставио на поље звано Ход код Макоа. Према Паулеровој реконструкцији, Кумани су се побунили против Ладислава IV, када је монарх положио другу заклетву да ће спроводити куманске законе након ослобођења из заточеништва. Пљачкали су област између река Тисе и Мароша (Мориш), све док их Ладислав IV није поразио у бици код Ходског језера августа 1280. Након тога, краљ је кренуо у Секешфехервар и окупио војску у јесен 1280. да убеди одлазеће Кумане да остану у Мађарској.
У својој студији објављеној 1901, историчар Јанош Карачоњи је ставио датум битке на крај априла или почетак маја 1282. године. Он је тврдио да се дипломе које је Паулер раније изнео као аргумент, само односе на домаћу побуну Кумана која се догодила у јесен 1280, док друге повеље сугеришу да се битка код језера Ход хронолошки одиграла након опсаде замка Шаланц (данас Слањец, Словачка) и пораза Финта Абе, побуњеног великаша, који се догодио 1281. Поред тога, Карачоњи је доказао да је поменута повеља (наводно издата 21. августа 1280.) о оплемењивању Дениса (предак породице Мокцај) неаутентична. Историчар је нагласио да се у Илустрованој хроници помиње окршај из 1282. године, док се Ладислав Мишколц, један од учесника битке, помиње као жива особа 1281. Те године краљ је покренуо поход против Финта Абе, који је покривао читаву годину. Поред тога, у краљевској повељи из 1283. године Ладиславове победе су наведене следећим хронолошким редом: битка на Марчфелду (1278.), опсада Слањеца (1281.) и битка код језера Ход, док је у другој краљевској повељи из следеће године наведено да се битка одиграла пре опсаде замка Бернштајн (Боростијанко), која се догодила 1284. године. У другој студији (1907), Карачоњи је цитирао други документ, који доказује да је Деметрије Росд, који је такође пао у бици, још увек био жив у првим месецима 1282. године. Укратко, Карачоњи је тврдио да се побуна Кумана догодила у јесен 1280. године када су намеравали су да напусте територију краљевине, а Ладислав IV није успео да победи Кумане и да их спречи у томе. Годину и по дана касније, у пролеће 1282. године, Кумани предвођени Олдамиром (такође Олдомерус или Олдамур) упали су у краљевство, али је монарх одбио њихов напад код језера Ход.
Локални историчар Карољ Цимер, иако је прихватио датум 1282, одбио је као идентификацију места битке подручје Ходмезевашархеља, тврдећи да је та два локалитета први пут повезао у 18. веку локални калвинистички пастор и научник Бењамин Сони. Ова традиција је укорењена локално у Ходмезевашархељу, а затим је интегрисана и у националну историографију током 19. века. Цимер је тврдио да се битка одиграла у близини села Ход у округу Арад, касније названог Темешсечени (данашњи Сечеањ у округу Тимиш, Румунија), тврдећи да се село и околина леже дуж уобичајеног војног марша Кумана. Цимерова теорија није прихваћена у каснијој историографији, док је област Ходмезевашархеља једногласно прихваћена.
Упркос Карачонијевим новим истраживањима почетком 20. века, каснији научници су били подељени око питања када се битка одиграла. Балинт Хоман је ставио датум на 1280, прихватајући аргумент Ђуле Паулера, у међуратном периоду, поред првог тома серијала о академској историји из 1960-их (Историја Мађарске 1.: Историја Мађарске од праисторије до 1526.) током комунистичког режима.  Историчар Ђула Кристо сматра да се битка одиграла у лето 1280. (иако је поменуо другу теорију),[ док је његов чест научни противник Ђерђ Ђерфи испричао догађај под 1282. годином. Ласло Блазовић је у својој студији из 1977. године оспорио Карачонијеве аргументе у вези са датумом 1282. Он је тврдио да је упитна аутентичност све три повеље, које сугеришу да се битка одиграла те године, док постоје и други документи у којима су војни догађаји 1280-те се помињу другачијим редоследом. Блажовић је такође довео у питање веродостојност списка жртава битке коју је дао савременик Шимона из Кезе у Летопису Хуна и Мађара, јер хроничар вероватно „није могао да направи разлику између ратника који су пали у борби и оних који су се опоравили од тешке повреде“ . Према Блазовичевом тумачењу, у лето 1280. дошло је до само једног окршаја између монарха и Кумана. Као одговор на усвајање куманских закона, они су се побунили против краљевске власти и опустошили подручје између река Тисе, Мориш и Кереш (на пример, упали су у опатију Егреш, каптол Хајсентлоринц и замак Совенивар). Ладислав IV] је окупио своју војску коју су чинили племићи из североисточне дела краљевства и Трансилваније и кренуо од Варада (данас Орадеа, Румунија) до места где их је потукао, код језера Ход, крајем октобра или почетком новембра 1280. године.
Неколико историчара, Ђула Кристо, Андраш Палочи Хорват и Рожа Жотер, прихватили су Блазовичев аргумент и сматрали да се битка одиграла у јесен 1280. године. ] Зотер је тврдио да се битка одиграла око 16. или 17. августа 1280. или, ако је 1282. година тачна, између септембра и октобра 1282. на основу података итинерара краља Ладислава, када је монарх боравио у Сегедину. Насупрот томе, други историчари су наставили да подржавају Карачонијево тумачење и сматрали су 1282. годином сукоба, на пример, Ласло Шољмоши, Андраш Бороши, Ђерђ Секељ и Јене Сич. Историчар Атила Жолдош одбацио је Блазовичеве критичаре у својој студији из 1997. године. Истакао је да се награда оних који су учествовали у бици појављује први пут од 1283. године (искључујући неаутентичне повеље), што чини вероватнијим да је до сукоба дошло недуго пре, претходне године. Такође је истакао поузданост Шимона од Кезе са савременим документима у вези са списком жртава, док је Жолдош изнео други документ, који потврђује да је Јован Парашњај, један од учесника, који је погинуо у бици, још био жив 1281. године. Жолдош је дао следећу реконструкцију након раздвајања догађаја за 1280. и 1282. годину: Ладислав је окупио војску око октобра, вероватно код Варада, и протерао Кумане који су одлазили све до Сланкамена у јесен 1280 (он је издао своју повељу тамо) и 11. новембра такође је прешао границу на Карпатима. Сходно томе, те године у краљевини није било сукоба између краља и Кумана. Жолдош је тврдио да је Ладислав IV успешно убедио Кумане да се врате у краљевину током војног похода на јужне Карпате под непознатим околностима. Жолдош је сматрао да је побуна избила око јула 1282. међу Куманима који су били приморани да се врате две године раније. Опљачкали су подручје између река Тисе и Мориша. Овај сукоб је прерастао у битку код језера Ход негде између 17. септембра и 21. октобра 1282. године. Што се тиче публикација на енглеском језику, оријенталиста Иштван Вашари је прихватио Жолдошово тумачење,  док је Нора Беренд такође подржала датум 1282, позивајући се на Жолдошову студију. Пал Енгел датира битку такође у 1282. годину. Румунски историчар Тудор Салагеан је такође поделио Жолдошову реконструкцију догађаја, када их је испричао из перспективе Трансилваније. Тамаш Кадар, који је саставио итинерар Ладислава IV, убацио је наводни датум битке на језеру Ход негде између септембра и октобра 1282, у складу са Жолдошовим тумачењем.

## Битка
Краљ Ладислас је био племенит, духовит и амбициозан, и када је сазнао да Кумани планирају издају против њега, кренуо је да зарати против њих. Дошло је до жестоке битке, која се завршила потпуним поразом Кумана. Велики број је убијен, други су напустили своје жене, децу и сву имовину и побегли у варварске народе. Неколико преосталих толико је подложно краљевој власти да им срца дрхте у његовом присуству и једва се усуђују да га погледају у лице.— Шимон из Кезе: Летопис Хуна и Мађара
[...] Затим је године Господње 1282. Олдамир, вођа Кумана, окупио је војску Кумана близу језера које се зове Ход са намером да изврши инвазију и потчини краљевину Мађара. Краљ Ладислаус је, попут храброг Исуса Навина, изашао против њега да се бори за свој народ и своје царство. [...] Најжешћи бој је ступио на снагу између две војске, али божанским помиловањем изненадни и неочекивани пљусак кише је ударио у лица незнабожаца, а пљусак је био тако јак да су они који су полагали наду у лукове и стреле постадоше, као по речима пророка, као измет за земљу. Тако је краљ Ладислаус, уздајући се у божанску помоћ, извојевао победу.— Мађарска илустрована хроника
Битку помиње Шимон из Кезе у своој хроници „Дела Хуна и Мађара” у свом последњем запису и у „Илустрованој хроници” из 14. века и 19 краљевских повеља краља Ладислава  IV.
Према Атили Жолдошу, монарх је био обавештен о куманској побуни, када је одржао генералну скупштину у близини замка Патак (данас рушевине у близини Шатораљаујхеља) у јулу 1282, након што је заузео утврђење од снага побуњеног великаша Финта Абе. Ако је нарација у „Илустрованој хроници” аутентична, побуну је предводио Олдамир, „вођа“ или „принц Кумана“ (dux Cumanie), што сугерише да су Кумани у Мађарској позвали у помоћ своје рођаке који живе под монголском влашћу. Иако Шимон из Кезе не помиње куманског вођу, већ каже да су они „кували издају“ против краља. Жолдош је тврдио да се пустошење региона између река Тисе и Мориша догодило у инвазији 1282. године: на пример, напали су и спалили манастир у Егрешу, где се чувала велика количина краљевске ризнице. Могуће је да су опљачкали и имања Томаша Чанада (иако изгледа да је документ који говори о његовим мукама неаутентичан фалсификат). Рубин Херман и његови удворници из Вепа успешно су бранили утврђење Совенивар.
Као одговор на кумански напад, Ладислав IV је одмах сазвао краљевску војску којој су се придружили племићи, витезови и ратници из замкова (ратни обвезници) у североисточној Угарској, углавном из округа „Шарош”, „Унг” и „Зољом”. Ладислав је са својом војском кренуо на југ и улогорио се у Сегедину како би сачекао долазак појачања из Прекодунавскеа Мађарске, укључујући и краљичин народ. Ладислав је са својом војском кренуо у област данашњег Ходмезевашархеља, где су поразили Кумане. Неки од њих су побегли из краљевства преко јужних карпатских граница, док су се други предали и заклели се на лојалност краљу и поштовање Куманског закона из 1279. године. После победе, Ладислав се вратио у Сегедин, где је сазвао још једну општу скупштину. Краљ је стигао у Будим нешто пре 2. новембра 1282. године.
У бици је учествовало неколико младих племића, који су касније постали моћни и важни барони царства на прелазу из 13. у 14. век, на пример Роланд Борша, Илустрована хроника га назива „храбрим ратником“, који је „ бацио се својим копљем на Кумане са великом храброшћу и на своју велику славу их је ударио и ударао у великом броју“, Амадеус Аба, Стефан Акош, Роланд Ратот и вероватно Доминик Ратот. Карољ Цимер је сматрао да је Роланд Борша био генерал авангарде, док је Роланд Ратот функционисао као његов заменик. У великом броју били су присутни и Ладиславови одани следбеници, међу којима су и браћа Тома Бакша и Ђорђе Бакша, поред ниже властеле, нпр. Томаш Талпаш, Себастијан Вејтеји и Рофоин Дебрецени.  Вероватно су обе стране претрпеле значајне губитке. Савремени документи кажу да су Лоренс Рато (син Стивена Ратота), Доминик Гуткелед, Јанош Бе и Јанош Парашњај убијени на бојном пољу. Штавише, хроника Шимона из Кезе пружа детаљан списак тих млађих племића који су страдали у окршају. Сходно томе, међу палим војницима били су Оливер Аба (из огранка његовог клана Редеји [Редеј]), Андраш Игманд, Ладислаус Мишколц (син Пањита Мишколца) и Деметриус Росд (син Михаел Рошд).
Андраш Палоци Хорват је нагласио да је пораз Кумана на језеру Ход резултирао „смањењем куманског становништва у Мађарској, а тиме је и њихова економска и војна снага такође у великој мери смањена“. Према Јено Сичуу, територија између река Мориш и Кереш, поред Темешкеза (Банат), након битке је престала да буде подручја насељена Куманима. Ђерђ Ђерфи је тврдио да је њихов пораз означио почетак „феудализације“ (тј. друштвене интеграције) куманских поданика у политичку, друштвену и културну структуру већинског друштва, која је трајала током 14. века. Истовремено, Кумани се све ређе појављују у савременим изворима као засебна целина, што указује на њихову потпуну друштвену, језичку и културну асимилацију мађарској нацији упркос њиховој привилегованој територији која се звала Куншаг до краја 19. века.

### Примарни извор
- Kézai, Simon (јануар 1999).  Szűcs, Jenő, ур. Deeds of the Hungarians. Central European University Press. ISBN 963-9116-31-9.
- Bak, János M.; Veszprémy, László; Kersken, Norbert (2018). Chronica de gestis Hungarorum e codice picto saec. XIV. [The Illuminated Chronicle: Chronicle of the deeds of the Hungarians from the fourteenth-century illuminated codex]. Budapest: Central European University Press. ISBN 978-9-6338-6264-3.

### Секундарни извор
- Berend Nora At the Gate of Christendom: Jews, Muslims and "Pagans" in Medieval Hungary, c. 1000–c.1300. Cambridge University Press. 2001. ISBN 978-0-521-02720-5.
- Blazovich, László (1977). „IV. László harca a kunok ellen [Ladislaus IV's Fight against the Cumans]”. Századok (на језику: мађарски). Magyar Történelmi Társulat. 111 (5): 941—945. ISSN 0039-8098.
- Czímer, Károly (1929). „Az 1282. évi hódi csata helye és lefolyása [Location and Course of the Battle of Hód in 1282]”. Hadtörténelmi Közlemények (на језику: мађарски). Hadtörténeti Intézet és Múzeum. 30 (1): 385—416. ISSN 0017-6540.
- Pál Engel The Realm of St Stephen: A History of Medieval Hungary, 895–1526. I.B. Tauris Publishers. 2001. ISBN 1-86064-061-3.
- Érszegi, Géza; Solymosi, László (1981). „Az Árpádok királysága, 1000–1301 [The Monarchy of the Árpáds, 1000–1301]”.  Ур.: Solymosi, László. Magyarország történeti kronológiája, I: a kezdetektől 1526-ig [Historical Chronology of Hungary, Volume I: From the Beginning to 1526] (на језику: мађарски). Akadémiai Kiadó. стр. 79—187. ISBN 963-05-2661-1.
- György Györffy Székely, György, ур. (1953). „A kunok feudalizálódása [The Feudalization of the Cumans]”. Tanulmányok a parasztság történetéhez Magyarországon a 14. században (на језику: мађарски). Akadémiai Kiadó. стр. 248—275.
- Kádár, Tamás (2016). „IV. László király itineráriuma (1264–[1272]–1290) [The Itinerary of King Ladislaus IV (1264–[1272]–1290)]”. Fons. Szentpétery Imre Történettudományi Alapítvány. 23 (1): 3—64. ISSN 1217-8020.
- Karácsonyi, János (1901). „A hód-tavi csata éve [The Year of the Battle of Lake Hód]”. Századok (на језику: мађарски). Magyar Történelmi Társulat. 35 (7): 626—636. ISSN 0039-8098.
- Karácsonyi, János (1907). „Új adat a hód-tavi csata évéhez [New data for the Year of the Battle of Lake Hód]”. Századok (на језику: мађарски). Magyar Történelmi Társulat. 41 (10): 948—949. ISSN 0039-8098.
- Kristó, Gyula (1981). Az Aranybullák évszázada [The Century of the Golden Bulls] (на језику: мађарски). Gondolat. ISBN 963-280-641-7.
- Nagy, Gyöngyi (2013). „Kun László király és a hód-tavi csata [King Ladislaus the Cuman and the Battle of Lake Hód]”. A Hódmezővásárhelyi Szeremlei Társaság Évkönyve 2012 (на језику: мађарски). Szeremlei Társaság. 16: 69—89. ISSN 1219-7084.
- Pálóczi Horváth, András (1989). Pechenegs, Cumans, Iasians: Steppe Peoples in Medieval Hungary. Corvina. ISBN 963-13-2740-X.
- Pauler, Gyula (1899). A magyar nemzet története az Árpád-házi királyok alatt, II. [The History of the Hungarian Nation during the Árpádian Kings, Vol. 2.] (на језику: мађарски). Athenaeum.
- Sălăgean, Tudor (2016). Transylvania in the Second Half of the Thirteenth Century: The Rise of the Congregational System. East Central and Eastern Europe in the Middle Ages 450–1450. 37. Leiden and Boston: Brill. ISBN 978-90-04-24362-0.
- Szűcs, Jenő (2002). Az utolsó Árpádok [The Last Árpáds] (на језику: мађарски). Osiris Kiadó. ISBN 963-389-271-6.
- Vásáry, István (2005). Cumans and Tatars: Oriental Military in the Pre-Ottoman Balkans, 1185–1365. Cambridge University Press. ISBN 0-521-83756-1.
- Zsoldos, Attila (1997). „Téténytől a Hód-tóig. Az 1279 és 1282 közötti évek politikatörténetének vázlata [From Tétény to Hód Lake: Outline of the Political History of the Years Between 1279 and 1282]”. Történelmi Szemle (на језику: мађарски). Hungarian Academy of Sciences. 39 (1): 69—98. ISSN 0040-9634.
- Zsótér, Rózsa (1991). „Megjegyzések IV. László király itineráriumához [Remarks to the Itinerary of King Ladislaus IV]”. Acta Universitatis Szegediensis. Acta Historica (на језику: мађарски). MTA-SZTE-MOL Magyar Medievisztikai Kutatócsoport. 92: 37—41. ISSN 0324-6965.